# Chemin de croix du Vendredi saint de 1991
 (novembre 2019).
Pour un article plus général, voir Chemin de croix.
 (novembre 2019).

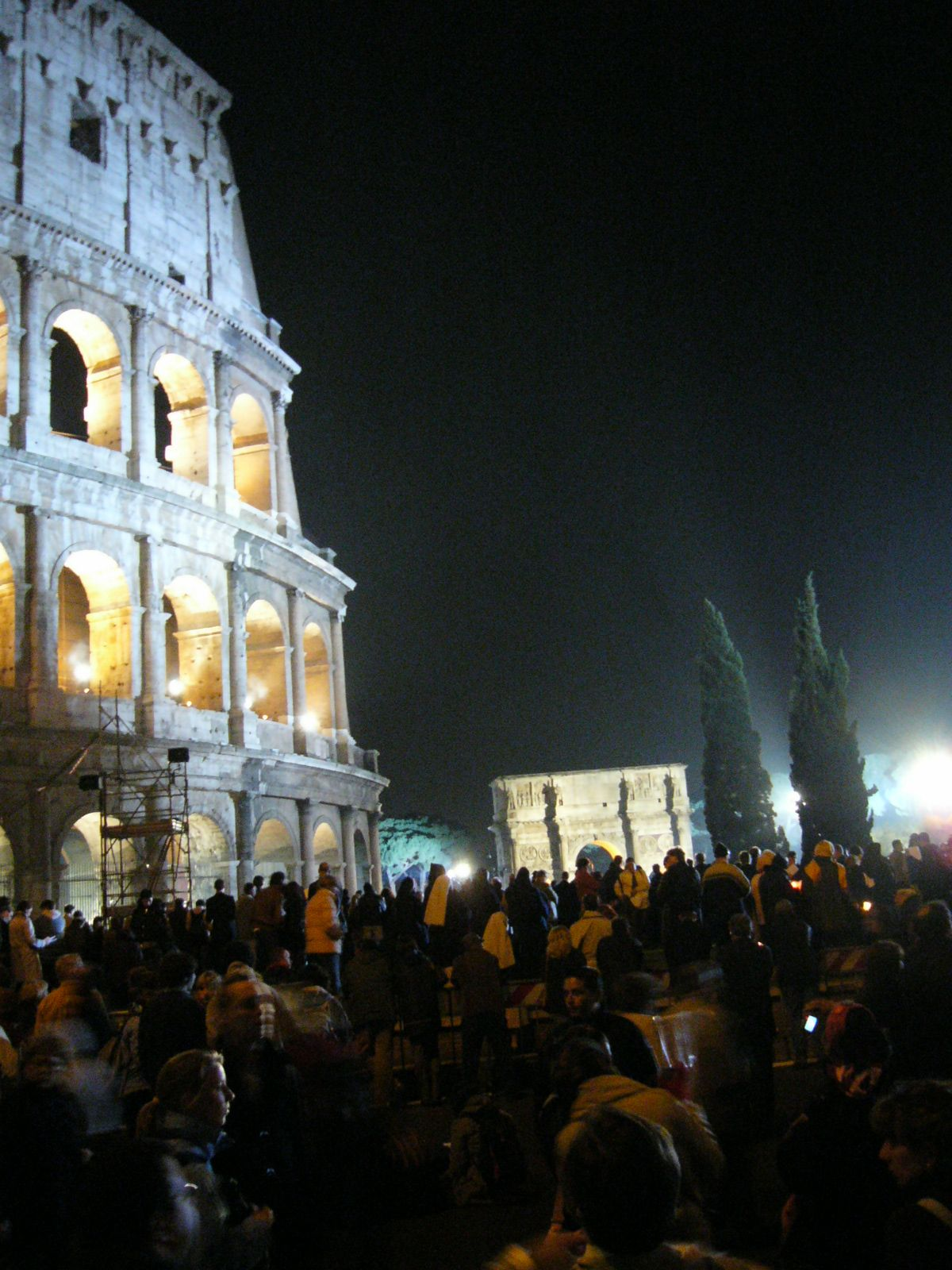
Le Chemin de croix, célébré au Vendredi saint au Colisée de Rome en 2007.

Le chemin de croix du Vendredi saint de 1991 est une version différente de la pratique habituelle du chemin de croix. Cette version a été inaugurée le Vendredi saint 1991 par le pape Jean-Paul II. Cette version diffère par plusieurs de ses postures qui remplacent les postures traditionnelles qui ne trouvent pas leur fondement dans le Nouveau Testament (cinq au total : les trois chutes, la rencontre avec Marie et avec Véronique). Cette version n'était pas destinée à invalider la version traditionnelle des premiers chrétiens mais visait plutôt à ajouter des nuances à la compréhension de la Passion. La modification de ces postures, entraîne conséquemment la modification de la numérotation habituelle des événements présentés dans les chemins de croix traditionnels, et la modification de l'intitulé de treize des quatorze postures habituelles. En effet, seule la quatorzième posture demeure commune à la pratique traditionnelle et à celle de 1991.

## Histoire
Sur les quatorze stations de croix traditionnelles, seules huit ont un fondement évident au sein des Évangiles. Pour fournir une version de cette dévotion plus proche des récits bibliques, le pape Jean-Paul II a présenté un nouveau chemin de croix, le Vendredi saint 29 mars 1991, dans lequel il a remplacé les postures absentes des écritures par d’autres stations inspirées de l’Evangile : Jésus au jardin des Oliviers, le reniement de Pierre et la promesse du paradis au bon larron. Il a célébré cette forme à plusieurs reprises, souvent mais pas exclusivement, au Colisée de Rome le Vendredi Saint,. Ce « chemin de croix du Vendredi saint de 1991 » fait correspondre chacune des quatorze postures à des passages du Nouveau Testament contre seulement huit pour les chemins de croix traditionnels ou habituels.
En 2007, le pape Benoît XVI a approuvé cet ensemble de stations de méditation et de célébration publique.

## Texte des stations (issu des Évangiles)
Avant chaque station (génuflexion en récitant) :
Ministre : « Nous t'adorons, ô Christ, et nous te louons ». Tous : « parce que par ta sainte croix tu as racheté le monde ».

### Première station: Jésus dans le jardin de Gethsémani
Et ils arrivent dans un domaine du nom de Gethsémani, et il a dit a ses disciples : « Asseyez-vous ici même, tandis que je prierai ». Et il prend Pierre, Jacques et Jean avec lui, et il commença à ressentir frayeur et anxiété. Et il leur dit : « Mon âme est triste à en mourir : demeurez ici et veillez ».
Étant allé un peu plus loin, il tombait à terre, et priait que, s'il était possible, cette heure passât loin de lui. Et il disait : « Abba, Père, tout t'est possible ; écarte cette coupe de moi ! Toutefois non ce que je veux, mais comme tu veux » (Marc 14, 32–36).

### Deuxième station: Jésus est trahi par Judas et arrêté
Et aussitôt arrivé, s'avançant vers lui, il dit : « Rabbi ! » et il lui donna un baiser. Et eux portèrent les mains sur lui et l'arrêtèrent (Marc 14, 45–46).

### Troisième station: Jésus est condamné par le Sanhédrin
Cependant les grands prêtres et le Sanhédrin tout entier cherchaient contre Jésus un témoignage en vue de le mettre à mort, et ils n'en trouvaient pas. Et, se levant au milieu, le grand prêtre interrogea Jésus en disant : « tu ne réponds rien !qu'est-ce que les gens déposent contre toi ? ». Mais lui se taisait, et il ne répondit rien. De nouveau le grand prêtre l'interrogeait : « c'est toi, le Christ, lui dit-il, le fils du Béni ? ». « Je le suis, dit Jésus, et vous verrez le fils de l'homme assis à la droite de la Puissance et venant avec les nuées du ciel ». Et le grand prêtre de lacérer ses tuniques et de dire : « qu'avons-nous encore besoin de témoins ! Vous avez entendu le blasphème. Que vous en semble ? ». Et tous prononcèrent qu'il méritait la mort (Marc 14, 55 et 60–64).

### Quatrième station: Pierre renie Jésus
Et aussitôt, pour la seconde fois, un coq chanta. Et Pierre se rappela le mot que lui avait dit Jésus : « avant que le coq ait chanté deux fois, par trois fois tu m'auras renié » (Marc 14, 72).

### Cinquième station: Jésus est jugé par Ponce Pilate
« Mais qu'a-t-il fait de mal ? » leur disait Pilate. Et eux n'en crièrent que plus fort : « crucifie-le ! ». Pilate, voulant contenter la foule, leur relâcha Barabbas, et il livra Jésus, après l'avoir fait flageller, pour être crucifier (Marc 15, 14–15).

### Sixième station: Jésus est flagellé et doit porter une couronne d'épines
Et ils convoquent la cohorte entière, le revêtent de pourpre et le ceignent d'une couronne d'épines qu'ils ont tressées. Puis ils se mirent à le saluer : « Salut, roi des juifs ! ». Et ils lui frappaient la tête avec un roseau, lui crachaient dessus et, fléchissant les genoux, ils lui rendaient hommage (Marc 15, 17–19).

### Septième station: Jésus porte la croix
Et, lorsqu'il l'eurent bafoué, ils lui ôtèrent la pourpre et lui remirent ses habits. Et ils le conduisirent dehors pour le crucifier (Marc 15, 20).

### Huitième station: Simon de Cyrène aide Jésus à porter la croix
Et ils requièrent pour prendre sa croix un passant qui revenait des champs, Simon de Cyrène,le père d'Alexandre et Rufus (Marc 15, 21).

### Neuvième station: Jésus rencontre les femmes de Jérusalem
Une grande masse du peuple le suivait, ainsi que des femmes qui se frappaient la poitrine et se lamentaient sur lui. Mais, se retournant vers elles, Jésus dit : « Filles de Jérusalem, ne pleurez pas sur moi ; pleurez plutôt sur vous-mêmes et sur vos enfants » (Luc 23, 27–28).

### Dixième station: Jésus est crucifié
Et ils le crucifient, et ils se partagent ses habits, en tirant au sort ce que chacun emporterait (Marc 15, 24).

### Onzième station: Jésus promet son royaume au voleur repentant
L'un des malfaiteurs suspendus à la croix l'injuriait : « n'est-ce pas toi qui es le christ ? Sauve-toi toi-même, et nous aussi ». Mais, prenant la parole et le réprimandant, l'autre déclara : « tu n'as pas la même crainte de Dieu, alors que tu subis la même peine ! Pour nous, c'est justice ; nous payons nos actes, mais lui n'a rien fait de mal ». Et il disait : « Jésus, souviens-toi de moi, lorsque tu viendras avec ton royaume ». Et il lui dit : « en vérité je te le dis : aujourd'hui, avec moi, tu seras dans le Paradis » (Luc 23, 39 et 40–42).

### Douzième station: Jésus parle à sa mère et au disciple bien-aimé
Jésus donc, voyant sa mère et, près d'elle, le disciple qu'il préférait, dit à sa mère : « femme, voilà ton fils ». Puis il dit au disciple : « voilà ta mère ». Et, dès cette heure-là, le disciple la prit chez lui (Jean 19, 26–27).

### Treizième station: Jésus meurt sur la croix
Et, à la neuvième heure, Jésus s'écria d'une voix forte : « Eloi, Eloi, lama sabachthani ? » ce qui, traduit, signifie ! « Mon dieu, mon Dieu, pourquoi m'as-tu abandonné ? ». Et quelqu'un courut remplir de vinaigre une éponge et, l'ayant mise au bout d'un roseau, il lui tendait à boire en disant : « laissez ; voyons si Elie va venir le descendre ! ». Mais Jésus, lançant un grand cri, expira (Marc 15, 34 et 36–37).

### Quatorzième station: Jésus est placé dans la tombe
Joseph d'Arimathie acheta un linceul, descendit Jésus de la croix, l'enveloppa dans le linceul et le déposa dans une tombe taillée en plein roc ; puis il roula une pierre contre l'entrée du tombeau (Marc 15, 46).

### Éventuellement: quinzième station
Certains pays ont parfois ajouté la résurrection en tant que quinzième station,, et, en 2000, Jean-Paul II a donné son accord. Cela est conforme à la centralité de la résurrection dans la liturgie de l'Église et à l'enseignement du concile Vatican II selon lequel « les dévotions doivent être rédigées de telle manière qu'elles s'harmonisent avec les saisons liturgiques, s'accordent avec la liturgie sacrée et découlent de celle-ci, et ont pour but d'amener le peuple à cette liturgie, du fait que celle-ci surpasse toute dévotion ».

## Autres innovations
Aux Philippines, l'Église catholique utilise un ensemble de stations légèrement différent appelé « le nouveau chemin de croix ». Cet ensemble commence par le dernier repas et se termine par la résurrection de Jésus. Il a été adopté dès 1992. Il est utilisé uniquement dans les diocèses des Philippines et dans les paroisses et communautés philippines d'outre-mer.
Alors que la forme scripturaire visait uniquement à ajouter des nuances à la compréhension de la Passion du Christ, cet ensemble de stations est perçu comme entrant en contradiction avec le chemin de croix traditionnel et le faisant passer pour intrinsèquement défectueux, fallacieux et invalide. Cet ensemble n'est ni sanctionné ni reconnu par le Vatican, que ce soit pour une récitation personnelle ou publique.
- I. Le dernier repas
- II. Gethsémani

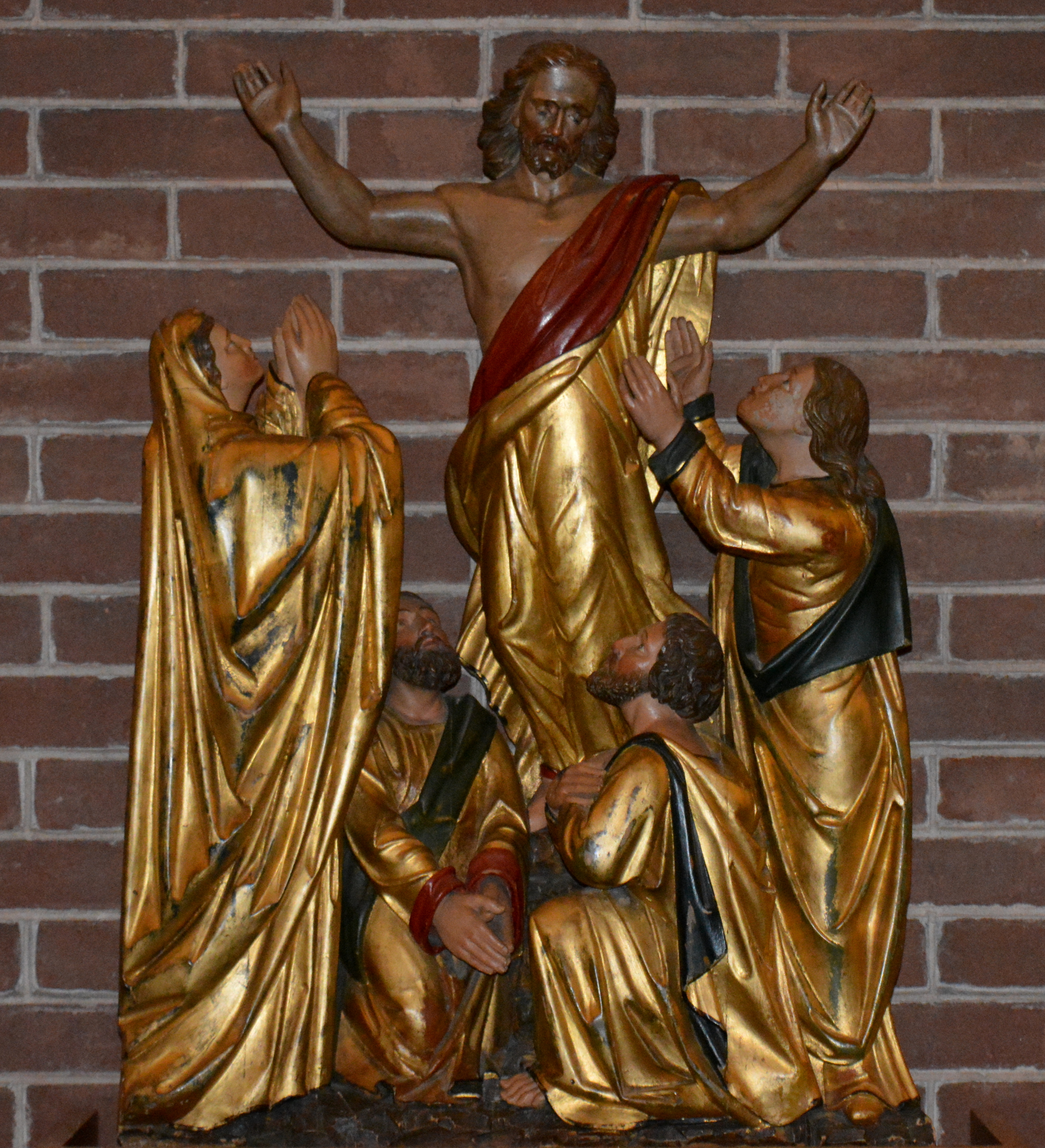
Quinzième station

- III. Jésus devant le Sanhédrin
- IV. La flagellation et le couronnement d'épines
- V. Jésus reçoit la croix
- VI. Jésus tombe sous le poids de sa croix
- VII. Simon de Cyrène porte la croix de Jésus
- VIII. Jésus rencontre une femme pieuse de Jérusalem
- IX. Jésus est déshabillé et cloué sur la croix
- X. Le voleur repentant
- XI. Marie et Jean au pied de la croix
- XII. Jésus meurt sur la croix
- XIII. Jésus est mis dans la tombe.
- XIV. Jésus ressuscite